# Preuschdorf
Preuschdorf es una localidad y comuna francesa, situada en el departamento de Bajo Rin en la región de Alsacia.
La comuna se encuentra dentro de los lindes del Parque natural regional de los Vosgos del Norte.

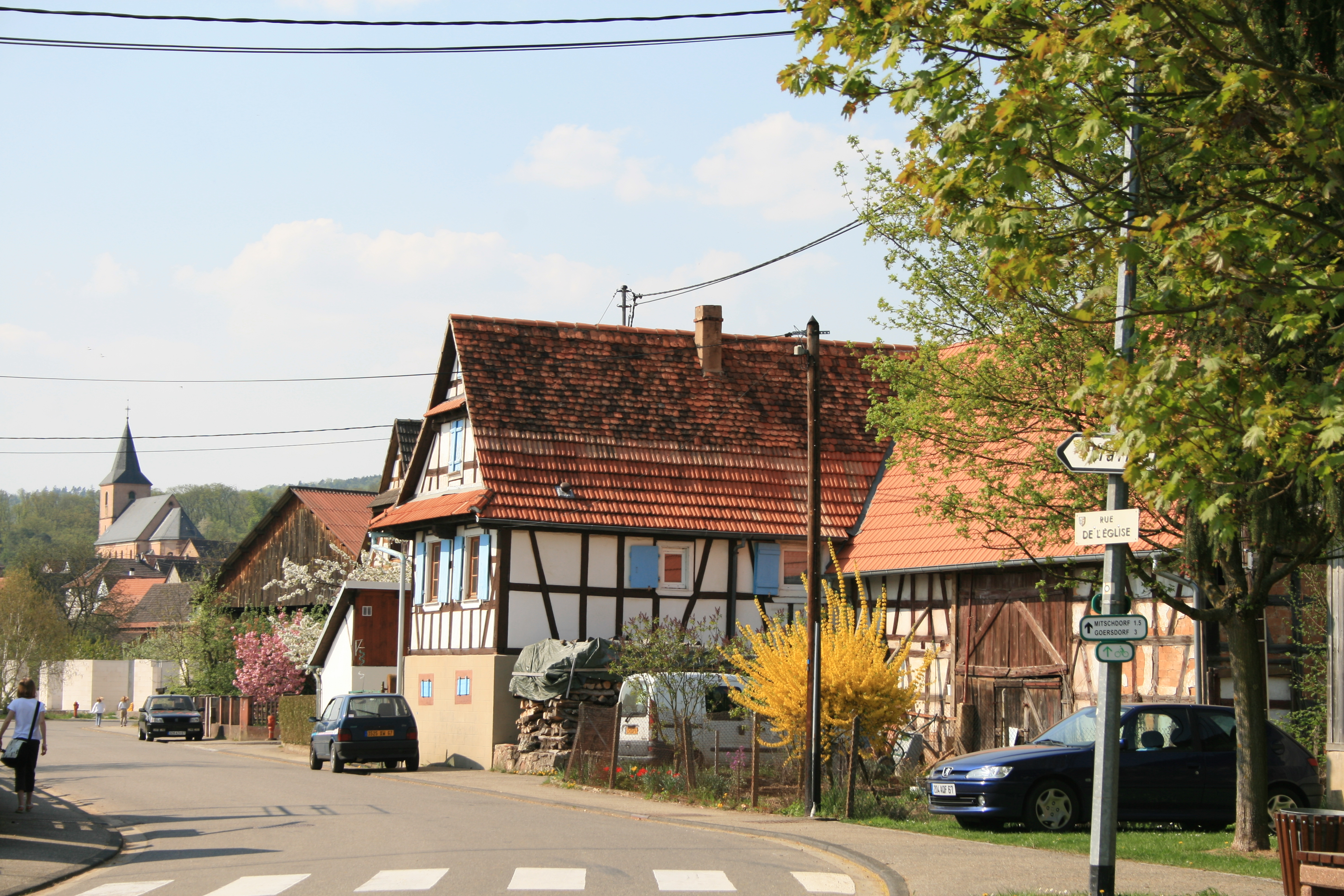
Preuschdorf

## Demografía
| 786 | 810 | 864 | 882 | 875 | 869 |
| Para los censos de 1962 a 1999 la población legal corresponde a la población sin duplicidades (Fuente: INSEE [Consultar]) |     |     |     |     |     |